# Oliver Twist
Oliver Twist, o Le avventure di Oliver Twist (titolo orig. Oliver Twist; or, the Parish Boy's Progress), è un romanzo dello scrittore britannico Charles Dickens, pubblicato a puntate mensili sulla rivista Bentley's Miscellany, dal febbraio 1837 all'aprile 1839, con illustrazioni di George Cruikshank, ma apparso in forma di libro già nel 1838. La storia è centrata sull'orfano Oliver Twist, nato in una workhouse per donne e sfruttato come bambino-lavoratore in una ditta di pompe funebri. Dopo la fuga, Oliver giunge a Londra, dove incontra l'Artful Dodger, un ladro membro di una gang di giovani borseggiatori, guidata dal vecchio Fagin.
Opera tra le più celebri e influenti di Dickens, fu il primo romanzo in lingua inglese ad avere come protagonista un ragazzo e uno dei primi esempi di romanzo sociale. Inedita per l'epoca fu anche la rappresentazione fortemente anti-romantica della vita quotidiana dei delinquenti e dei poveri, oltre che il crudele trattamento riservato a molti orfani alla metà del XIX secolo. Attraverso un rovesciamento del romanzo di formazione e un dissacrante umorismo nero, il romanzo analizza i mali della società inglese ottocentesca: la povertà, il lavoro minorile, la criminalità urbana (spesso come ribellione alla povertà e allo sfruttamento) e l'intrinseca ipocrisia della cultura vittoriana.
Il sottotitolo The Parish Boy's Progress (lett. Il progresso del giovane parrocchiano) è un riferimento al romanzo cristiano di John Bunyan The Pilgrim's Progress (Il viaggio del pellegrino); poiché il tono di Oliver Twist lo contrappone all'ottimismo del romanzo di Bunyan, è verosimile che Dickens intendesse anche riferirsi alle parodie di William Hogarth, A Rake's Progress (La carriera del libertino) e A Harlot's Progress (La carriera della meretrice).
Oliver Twist è stato il soggetto di numerosi adattamenti, sia cinematografici sia televisivi; i più celebri sono: Le avventure di Oliver Twist di David Lean del 1948; Oliver! di Carol Reed del 1968 (vincitore di ben cinque premi Oscar, compreso quello per il miglior film); il film omonimo di Roman Polański del 2005. Nel 1988 la Walt Disney Pictures realizzò un film di animazione, Oliver & Company. Un musical inglese di grande successo, intitolato Oliver!, è tratto dal romanzo.

## Trama
Una giovane donna trova rifugio in un ospizio per poveri, dove partorisce un figlio maschio, morendo subito dopo; la vecchia Sally, che ha assistito la sfortunata partoriente, si impossessa degli unici averi della ragazza, un medaglione e un anello. Il bambino viene battezzato con il nome di Oliver Twist e viene cresciuto, in condizioni terribili, nell'orfanotrofio, diretto dalla severa signora Mann, fino all'età di nove anni. 
Gli orfani dell'ospizio sono sottoposti a spietati maltrattamenti e patiscono la fame, al punto da decidere, un giorno, dopo aver patito quasi tre mesi di digiuno, di tirare a sorte per scegliere uno di loro che, durante la cena, provi ad andare a chiedere una porzione di zuppa in più. L'ingrato compito tocca proprio a Oliver, il quale viene immediatamente sgridato, tacciato di impertinenza e malvagità, posto in cella di isolamento e concesso in adozione come apprendista a chiunque lo desideri. Oliver riesce per un soffio a evitare di diventare apprendista spazzacamino (mestiere pericolosissimo per il quale, nella realtà, all'epoca i bambini erano molto richiesti), venendo invece affidato al signor Sowerberry, un gentile ma debole impresario di pompe funebri.
Oliver è vittima di nuovi maltrattamenti nella bottega del signor Sowerberry, dovendo subire le quotidiane angherie della moglie di Sowerberry senza che il marito, che tiene a Oliver, riesca a difenderlo, e dell'altro apprendista becchino con cui lavora, un giovanotto di nome Noah Claypole, che si sente in competizione con Oliver. Un giorno Noah insulta la memoria della madre di Oliver e il bambino reagisce aggredendolo e picchiandolo con rabbia; pestato e punito ingiustamente dalla moglie di Sowerberry, di nuovo senza la mediazione del marito, Oliver scappa e raggiunge a piedi Londra. Qui fa la conoscenza di un ragazzo della sua età, Jack Dawkins, detto "il Furbacchione" (Artful Dodger); egli è un borseggiatore che lavora per un anziano ed inquietante ebreo di nome Fagin, assieme ad altri ragazzi senza casa. Il Furbacchione riesce a far entrare nella banda anche Oliver, il quale partecipa a un'uscita dei ladri senza aver ancora capito la loro reale attività. Quando vede il Furbacchione scippare un anziano signore, Oliver capisce finalmente come stanno le cose; il derubato, il signor Brownlow, accusa del furto proprio Oliver, mentre Dawkins e gli altri riescono a scappare. Oliver viene processato sommariamente, ma per fortuna il libraio, che ha assistito allo scippo, testimonia in suo favore; a quel punto il signor Brownlow si rende conto che l'ingenuo bambino è innocente e decide di prenderlo con sé.
Oliver viene dunque accolto in casa dal signor Brownlow e trattato con molto affetto da costui. Un brutto giorno, mentre si trova fuori casa a sbrigare una commissione per l'anziano signore, Oliver viene rapito, con uno stratagemma, da Bill Sikes, un altro criminale di Fagin, e, controvoglia, dalla giovane Nancy, prostituta costretta a tale mestiere per poter vivere, ed ex modella compagna di Bill, che lo riportano da Fagin. Il signor Brownlow, non vedendo Oliver tornare, inizia a dubitare della buona fede del bambino, ma pubblica comunque un annuncio per ritrovarlo; si presenta così il signor Grinwing che, avendo saputo delle vicende di Oliver, lo descrive come un autentico piccolo delinquente, compromettendone la reputazione agli occhi di Brownlow; l'anziano signore, deluso, inizia nuovamente a pensare che Oliver sia disonesto e di aver fatto male a dargli fiducia. Oliver, intanto, viene costretto dalla banda a prendere parte a una rapina che ha progettato di compiere nella ricca villa dei Maylie; tuttavia l'operazione va male e Oliver rimane ferito da un colpo di arma da fuoco. Le vittime del furto, la signora Maylie e la nipote Rose, decidono di aiutare il ragazzo e prendersene cura.
Un losco individuo di nome Monks, che si rivela essere il fratellastro di Oliver, progetta assieme a Fagin di uccidere Oliver per impossessarsi di una eredità che gli spetterebbe. Nancy, che si è affezionata a Oliver anche perché ha compreso che lui è in condizioni peggiori di una prostituta come lei, ascolta le loro conversazioni e decide di intervenire per salvare Oliver.
Il signor Bumble, intanto, si è sposato con la signora Corney, la direttrice dell'ospizio, ed è proprio a lei che l'anziana Sally, in punto di morte e in preda ai rimorsi, confessa il furto commesso tanti anni prima; in questo modo, i Bumble si impossessano del medaglione d'oro e dell'anello della madre di Oliver, e per questo Monks cerca di comprare i due oggetti per distruggerli e cancellare le uniche prove della parentela fra lui e Oliver.
Nancy informa il signor Brownlow dei piani di Monks. Fagin, venuto a conoscenza della cosa, riferisce tutto a Bill che, in preda alla collera, uccide brutalmente la povera Nancy. Per la banda, però, ormai è finita: Fagin viene arrestato, Bill viene ucciso mentre tenta la fuga e il signor Brownlow in persona cattura Monks. Questi si rivela essere in realtà Edward Leeford, figlio di Edwin Leeford, un caro amico di Brownlow. Edwin, sposato con una donna meschina che non amava e con un figlio altrettanto malvagio, ebbe una relazione clandestina con un'altra donna, Agnes Fleming, da cui nacque Oliver. Edwin morì poco dopo, ma prima nominò Oliver unico erede di tutte le sue fortune, che tuttavia gli sarebbero spettate solo se non si fosse mai dato al crimine; in caso contrario, ogni bene sarebbe andato a Edward (da ciò derivano i suoi tentativi di trattenere Oliver, come persona su cui scaricare i crimini, nella banda di Fagin). Edward e sua madre, furiosi, non potendo rintracciare subito Oliver, cercarono vendetta sulla famiglia Fleming accanendosi sulla sorella di Agnes, che si scopre non essere altri che Rose Maylie, la quale cambiò nome e cognome dopo essere stata adottata dai Maylie in seguito alla morte dei genitori; Rose, quindi, è la zia di Oliver.
Oliver, a questo punto, avrebbe diritto a tutta l'eredità, ma il signor Brownlow lo convince a cederne comunque una parte a Monks, nella speranza che ciò lo induca a cambiare vita; Monks, invece, dopo essere emigrato in America, sperpererà in breve tempo tutto il denaro e, arrestato per debiti, morirà in prigione a causa di un attacco di epilessia. Fagin viene processato e condannato a morte, mentre i ragazzi della banda, tutti tranne il Furbacchione, iniziano a vivere finalmente una vita onesta. Oliver viene adottato dal signor Brownlow e torna a vivere con lui e Rose sposa finalmente Harry Maylie. Quanto ai signori Bumble, caduti in disgrazia dopo che la polizia ha scoperto i loro rapporti con Monks e quindi con la banda di Fagin, perdono tutto e finiscono all'ospizio, dove moriranno in povertà, anche se, probabilmente, senza subire i crudeli maltrattamenti che erano stati inflitti a Oliver.

## Personaggi principali
- Oliver Twist: è il protagonista. Durante il racconto ha un'età compresa tra i 9 e i 12 anni. Nonostante sia maltrattato dagli adulti (si può portare ad esempio il ladro Fagin, che lo sfrutta) è buono di cuore. È un ragazzo molto debole ed orfano il che non lo aiuterà nel suo cammino; non ha un punto fisso al quale appoggiarsi per trovare conforto e amore, ma viene sempre aiutato da persone buone e gentili.
- Signor Bumble: un messo comunale, fanatico puritano, grasso e collerico, utilizza metodi molto duri con i ragazzi indisciplinati. In seguito si sposa con la signora Corney e diviene il proprietario di un ospizio perdendo la carica di messo e collaborando con Fagin, Bill e Monks. Alla fine del romanzo finisce ospite proprio dell'ospizio per cui lavorava, morendovi.
- Fagin: uomo di circa 70 anni, ebreo, nonostante sia un delinquente, non è l'antagonista principale, tirchio e avido, porta Oliver nel giro del furto. Viene alla fine impiccato per legge. È descritto come un uomo rugoso dai capelli rossastri e rappresenta un po' lo stereotipo dell'ebreo taccagno che ruba perché non si accontenta di ciò che ha già ma non sembra l'antagonista, poiché, per opportunismo, si comporta da ipocrita e quindi non è violento come Sikes.
- Bill Sikes: soprannome di William, antagonista principale, è uno scassinatore rude e alcolizzato, sempre accompagnato dal cane Occhio-di-bue, che maltratta come fa con Nancy. Rapisce Oliver per conto di Fagin e lo ingaggia per fargli rapinare i Maylie. Uccide Nancy dopo aver saputo del suo tradimento e, quando cerca di scappare dalla polizia, rimane impiccato a una corda e muore insieme al cane.
- Monks: fratellastro di Oliver da parte del padre, grazie alla sua confessione, sarà un'importante fonte di informazioni per le origini di Oliver, ma anche per quelle di Rose.
- Signor Brownlow: anziano signore dell'alta società che ospita Oliver per qualche giorno a casa propria quando era malato. Si dimostra gentile e premuroso nei confronti di Twist e lo aiuta a smascherare i suoi nemici ladri. Farà da padre adottivo a Oliver alla fine.
- Nancy: compagna di Sikes, fa la prostituta a suo rischio e pericolo per guadagnarsi da vivere, si dimostrerà molto più gentile con Oliver e tradirà il suo fidanzato dicendo tutto a Rose e a Brownlow. Per questo motivo viene uccisa da Sikes.
- Rose: splendida fanciulla di diciassette anni, con due limpidi occhi azzurri, molto dolce e affettuosa. Orfana, è stata accolta in casa dalla signora Maylie quando era piccola e la chiama zia. Innamorata del giovane Harry, che sposerà, alla fine del romanzo si scoprirà essere zia di Oliver da parte di madre.

## Altri personaggi

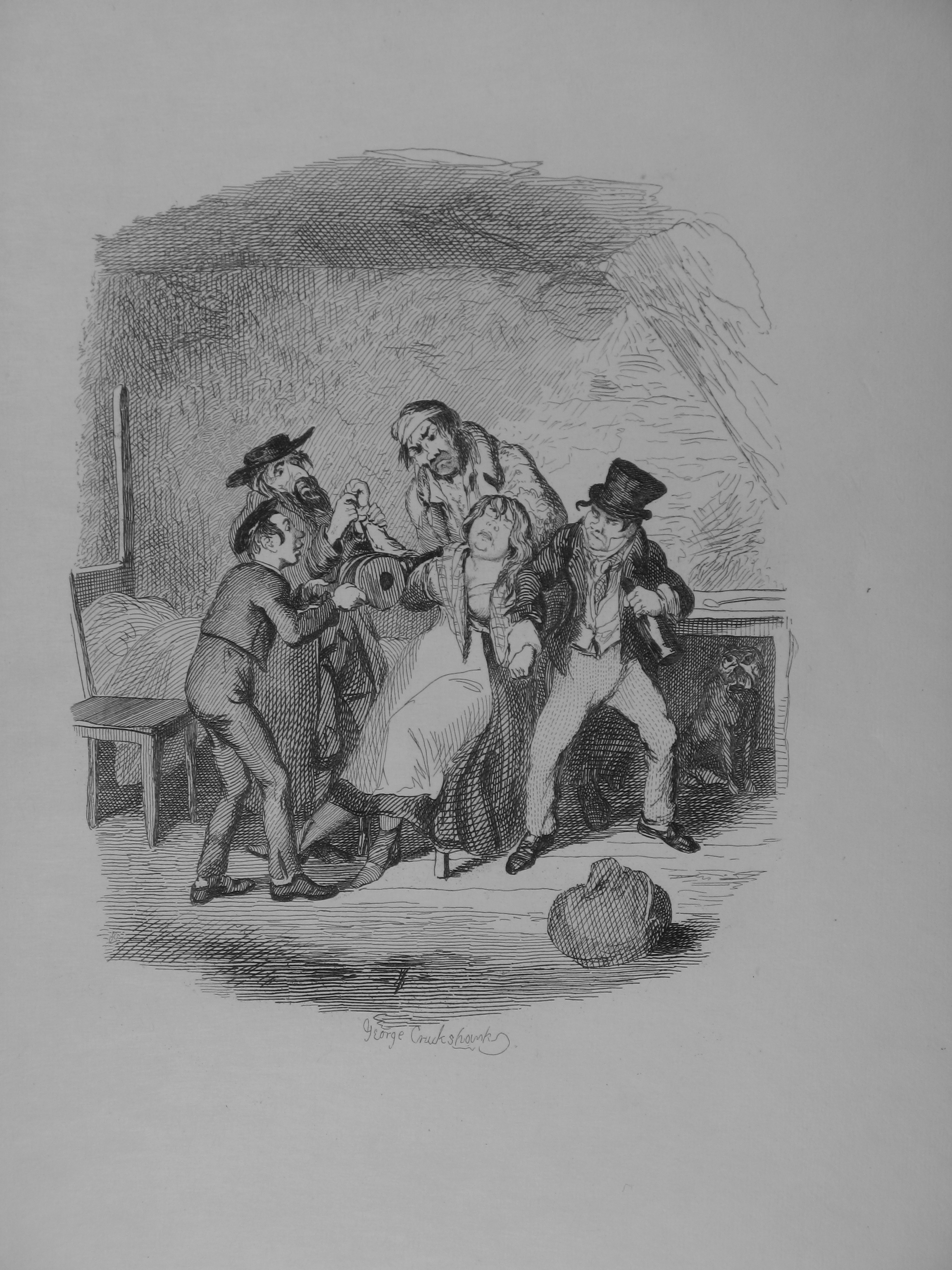
Alcuni membri della banda di ladri; al centro, Nancy; a destra Bill Sikes; a sinistra Fagin. Illustrazione di George Cruikshank

- Signora Mann: si occupa della crescita di Oliver fino all'età di nove anni con metodi molto duri e severi.
- Gamfield: spazzacamino che, bisognoso di denaro, vuole far diventare Oliver suo apprendista per intascare il denaro proposto dalla parrocchia per chi adotta il protagonista, però il giudice, capendo la natura violenta dell'uomo lo impedisce.
- Sig. Sowerberry: primo padrone di Oliver. Costruttore di bare, ha un'ottima opinione del protagonista a differenza della moglie che lo costringerà a picchiarlo, provocando così la sua fuga da casa.
- Noah Claypole: ragazzo con la testa grande, gli occhi piccoli e un'espressione ottusa che lavora nella bottega di Sowerberry. Quando Oliver arriva, si ingelosisce. Fuggito insieme a Charlotte, finirà per lavorare per Fagin.
- Jack Dawkins: ragazzo avente il naso schiacciato e la fronte piatta. Indossa abiti da uomo molto lunghi e larghi e un cappello posto in testa. Fa conoscere Fagin a Oliver ed è soprannominato dagli amici "lo scaltro".
- Fang: ufficiale di polizia giudiziaria molto crudele con gli imputati dal viso paffuto e rossastro.
- Signora Bedwin: cameriera di Brownlow molto gentile e disponibile con Oliver, gli presta affettuose cure che lo portano alla guarigione.
- Signora Maylie: anziana, con aspetto nobile e autoritario, dimostra affetto nei confronti del povero Oliver.
- Harry Maylie: amico d'infanzia di Rose, innamorato di lei, che alla fine si unirà a lei nel matrimonio.
- Dottor Losberne: medico della famiglia Maylie, aiuterà Oliver a salvarsi da un'alta febbre oltre a essere un suo grande amico.
- Charley Bates: altro ragazzo alle dipendenze di Fagin, ladruncolo, sempre di ottimo umore e chiassoso.
- Occhiodibue: cane di Bill Sikes che viene spesso maltrattato dal suo padrone, con cui morirà durante la fuga.
- Signora Corney: futura moglie di Bumble e donna molto ricca, è anche dirigente della workhouse dove, a nove anni, viene mandato Oliver.

## Analisi e temi
Il romanzo è la prima chiara denuncia di Dickens del sistema educativo di un'Inghilterra che stava entrando, di lì a poco, nell'epoca vittoriana, nonché il manifesto della reale condizione dei ceti meno abbienti nelle grandi città, come Londra. Dickens critica molto il sistema apparentemente funzionale dell'educazione dei bambini più poveri negli orfanotrofi, dove i fanciulli sono costretti a svolgere dure mansioni senza compensi. La "ribellione" di Oliver nella sequenza della minestra, richiesta per una seconda volta, è l'esempio di rottura da parte dell'autore contro tali canoni di educazione. La denuncia contro la dilagante povertà delle città si sposta nel covo di Fagin, in cui i più poveri, privi di qualsiasi percorso educativo, sono costretti a sopravvivere come possono, spesso percorrendo "cattive strade". Nelle opere successive Dickens denuncerà anche il sistema di parte delle ricche famiglie inglesi, che offrivano la loro beneficenza ai poveri soltanto per guadagnare ammirazione nella società; ciò non accade con Oliver, in cui si instaura subito un rapporto di affetto ancestrale con il suo ricco protettore Brownlow. 

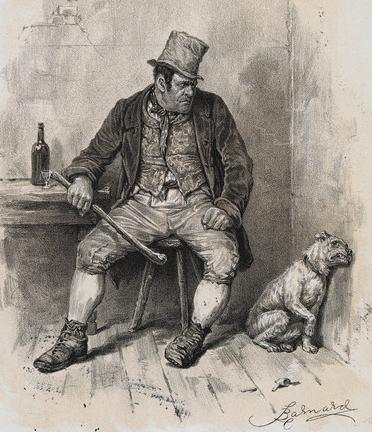
Ritratto del crudele Bill Sikes

Il personaggio di Oliver incarna i valori di un nuovo eroe per Dickens: un reietto della società che riesce a trovare il suo futuro grazie ai propri espedienti e all'aiuto di gente di buon cuore. Tale tematica del nuovo gentleman inglese sarà presente in altri romanzi dell'autore, specialmente in David Copperfield. Il ragazzo Oliver segue una sorta di parabola di purificazione facendo un percorso studiato della Provvidenza divina, dallo stato iniziale di miseria ed esilio da tutti fino alla fine, rosea e soddisfacente presso la villa del signor Brownlow. Il percorso adottato da Dickens è stato considerato "conservatore e vittoriano", perché è fortemente intriso dei tipici valori cristiani del protestantesimo e della parabola della conversione e del ritrovo del protagonista che all'inizio è disperso nella strada del male e del peccato.
La visione dickensiana dei personaggi è ancora concentrata su un piano binario, ossia il gruppo dei Buoni e quello dei Cattivi, e ciascun personaggio appartenente alla sua cerchia è fortemente carico di tali connotati, a partire innanzitutto dal nome. Infatti Dickens attribuisce a ciascun nome composto dei messaggi per il lettore sulle qualità e sul destino già intuibile del personaggio. Dunque nel romanzo ogni personaggio buono sarà descritto con le migliori qualità e bellezze fisiche, mentre i cattivi saranno raffigurati con i peggiori vizi e le più aberranti connotazioni fisiche. Un esempio è Fagin, rappresentato come la personificazione del Diavolo, e Sikes, descritto come un mostro dagli istinti violenti e bestiali.
Lo stile di Dickens è ricco di pathos e di metafore, spesso religiose, nonché di passaggi dal patetico al gioioso, dal triste al melanconico, non offrendo mai un andamento lineare, ma sempre ricco di particolari. Inoltre è molto presente l'ironia, specialmente contro i personaggi cattivi della storia.

## Edizioni italiane
- trad. di Giambattista Baseggio, Milano, Tipografia e libreria Pirotta e C., 1840.
- trad. di Silvio Spaventa Filippi, Firenze, Battistelli, 1919; Firenze, La nuova Italia, 1928; Milano, Sonzogno, 1933; trad. rivista da Patrizia Schisa, Torino, Einaudi, 1977-2021; Milano, Fabbri, 1985.
- trad. di Ida Lori, Milano, Bietti, 1926.
- a cura di Augusta Grosso Guidetti, Torino, UTET, 1934.
- a cura di Francesco Perri, Genio, 1947.
- trad. di Estella Manisco, Roma, Ed. Corso, 1948.
- trad. di Maria Ettlinger Fano, Milano, Aldo Corticelli, 1949, 1956 (illustrazioni di Angelo Bioletto)
- trad. di Maria Silvi, illustrazione di Libico Maraja, Milano, Baldini & Castoldi, 1953.
- trad. di Ugo Dettore, Milano, BUR, 1953; Introduzione di Attilio Brilli, Milano, BUR, 1981.

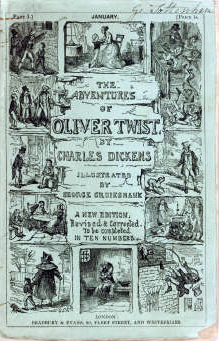
Copertina della prima edizione inglese in volume

- trad. di Frida Ballini, Milano, Fabbri, 1954
- trad. di Giuseppe Mina, Milano, a cura di Felicina Rota, Milano, Mursia, 1966
- a cura di Daniela Rigoiaz, Torino, Edizioni dell'Albero, 1966
- trad. di Bruno Oddera, Presentazione di Masolino D'Amico, ill.ni di Cesare Colombi, Collana Libri da leggere, Milano, Mondadori, 1987; con uno scritto di Graham Greene e introduzione di Gilbert Keith Chesterton, Oscar Mondadori, 1996; con illustrazioni di Paolo Martinello, Classici Illustrati, Mondadori, 2004
- trad. di Maria Luisa Cesa Bianchi, Milano, Aldo Peruzzo Editore, 1986.
- trad. di Rossana Guarnieri, illustrazioni di Gianni Renna, Milano, Fabbri, 1987; tavole di Carlo Jacono, Novara, De Agostini, 1990; Postfazione di Antonio Faeti, Milano, Fabbri, 2002; Novara, De Agostini, 2010.
- a cura di Margherita Giromini, illustrazioni di Emanuela Biancuzzi, Firenze, Giunti, 2001.
- trad. di Mario Martino, Roma, Newton Compton, 2005.
- trad. di Walter Nella, Collana Classici tascabili, Milano, Dalai, 2011, ISBN 978-88-607-3952-0.
- trad. Bruno Amato, UEF. I Classici, Milano, Feltrinelli, 2014.
- trad. Giovanna Minniti, Risfoglia Editore, 2021, ISBN 978-88-321-1981-7.
- trad. di Livio Crescenzi e Mattia Maglione, Collana Classici, Fidenza, Mattioli 1885, 2023, ISBN 978-88-626-1902-8.

### Edizioni ridotte
- trad. di Laura Torretta, Signorelli, 1932.
- trad. di Ada Marchesini Gobetti, Paoline, 1951; con illustrazioni di Mario Tonarelli, 1953.
- trad. di Aurelia Nutini, illustrazioni di Piero Bernardini, Firenze, Marzocco, 1951; Giunti, 1966; Aurora, 1994.
- trad. di Adriana Lisso, Carroccio, 1953.
- trad. Ugo Dettore, a cura di Marisa Jacotti Semeraro, Introduzione di Luigi Castigliano, Brescia, La Scuola, 1970.
- a cura di Deda Pini, Ed. A. e G. M., 1953; Ozzano Emilia, Malipiero, 1955.
- trad. di Emma Mozzani, Conte, 1954.
- trad. di Maria Pilla, Favero, 1958.
- a cura di Arturo Carbonetto, Firenze, La nuova Italia, 1964, insieme con David Copperfield
- trad. di Emilio Servolini, illustrazioni di Remo Squillantini, Firenze, Salani, 1965.
- a cura di Daniela Rigoiaz, Torino, Edizioni dell'Albero, 1966.
- trad. di Maria Bartolozzi Guaspari, Bologna, Capitol, 1968.
- a cura di Giannina Facco, EMP, 1977.
- trad. di Fedora Dei, illustrazioni di Cesare Colombi, Collana La rosa d'oro, Milano, Mondadori, 1984.
- a cura di Margherita Pantaleo, Firenze, Bulgarini, 1989.
- versione per bambini di Mia Peluso, illustrazioni di Raffaella Zardoni, Milano, Mursia, 1989.
- a cura di Anna Proutière, illustrazioni di Tanit Le Vavasseur, Lito, 1990.
- a fumetti, (autore della sceneggiatura Claudio Nizzi, autore dei disegni Carlo Boscarato), "Il Giornalino", n.30 del 22 luglio 1992
- a cura di Paola Colombati, illustrazioni di Cosimo Musio, Dami, 1993.
- a cura di Pier Mario Fasanotti e Aldo Berti, Archimede, 1997. (Oliver Twist - un ragazzo abbandonato riuscirà a salvarsi?)
- trad. di Anna Allocca, illustrazioni di Ian Andrew, Novara, De Agostini, 2000.

## Adattamenti teatrali, musicali, cinematografici e televisivi

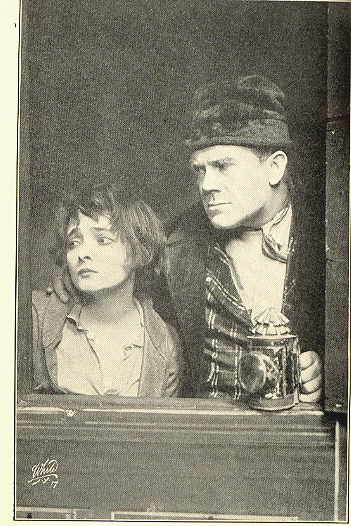
Marie Doro, quando la parte di Oliver era di regola interpretata da giovani attrici

| Anno | Media           | Titolo | Interpreti | Note |
| ---- | --------------- | --- | --- | --- |
| 1838 | teatro          | Oliver Twist; or, The Parish Boy's Progress, riduzione teatrale (GB, 1838) di Charles Zachary Barnett                                      | | Dickens non aveva ancora completato il suo racconto a puntate che già ne apparvero nei teatri londinesi le prime versioni teatrali, che ne anticipavano la trama e la conclusione a propria discrezione. Tra queste versioni la prima a essere pubblicata fu quella di Barnett, rappresentata al Pavilion Theatre di Londra dal 21 al 26 maggio 1838.                 |
| 1838 | teatro          | Oliver Twist: A Serio Comic Burletta, riduzione teatrale (GB, 1838) di George Almar                                                        | | Rappresentata per la prima volta al Royal Surrey Theatre di Londra dal 19 novembre 1838 al 21 giugno 1839 alla presenza dello stesso Dickens, poté finalmente includere la conclusione dell'Autore (l'omicidio di Nancy e la morte di Sikes), rimanendo per tutto l'Ottocento la versione teatrale più popolare e diffusa sia in Gran Bretagna sia negli Stati Uniti. |
| 1860 | teatro          | Oliver Twist, Broadway première (USA, 1860)                                                                                                | Ione Burke ("Oliver"), J. W. Wallack, Jr. ("Fagan") | Prima produzione di Broadway di un adattamento del romanzo |
| 1869 | teatro          | Oliver Twist, Broadway revival (USA, 1869)                                                                                                 | Lucille Western ("Nancy") | |
| 1874 | teatro          | Oliver Twist, Broadway revival (USA, 1874)                                                                                                 | | |
| 1897 | cinema          | Death of Nancy Sykes, cortometraggio muto (USA, 1897)                                                                                      | Mabel Fenton ("Nancy"), Charles J. Ross ("Bill Sykes") | |
| 1898 | cinema          | Mr. Bumble the Beadle, cortometraggio muto (UK, 1898)                                                                                      | | |
| 1905 | teatro          | Oliver Twist, Broadway revival (USA, 1905)                                                                                                 | Amelia Bingham ("Nancy"), J.E. Dodson ("Fagan") | |
| 1905 | cinema          | A Modern Oliver Twist, cortometraggio muto (USA, 1906), diretto da James Stuart Blackton                                                   | | Prima trasposizione della storia in epoca moderna. |
| 1909 | cinema          | Oliver Twist, cortometraggio muto (USA, 1909), diretto da James Stuart Blackton                                                            | Edith Storey ("Oliver"), William Humphrey ("Fagin"), Elita Proctor Otis ("Nancy"). | In questo primo adattamento cinematografico, secondo quelle che erano le convenzioni dell'epoca e la pratica stabilitasi nelle rappresentazioni teatrali dell'Ottocento, il ruolo (maschile) di protagonista fu affidato a una giovane attrice Edith Storey, allora diciannovenne, con già esperienza in parti di bambino/a.                                          |
| 1910 | cinema          | L'Enfance d'Oliver Twist, cortometraggio muto (Francia, 1910), diretto da Camille de Morlhon                                               | Renée Pré ("Oliver"), Jean Périer ("Fagin"). | Qui è una ragazzina (La petite Renée Pré) a interpretare Oliver. |
| 1912 | cinema          | Oliver Twist, film muto (USA, 1912), prodotto dalla General Film Publicity & Sales Co.                                                     | Vinnie Burns ("Oliver") Nat C. Goodwin ("Fagin") Charley Rogers ("Dodger") Beatrice Moreland ("Nancy") Mortimer Martine ("Sykes").                                                                                     | Il personaggio di Oliver è anche qui affidato a una giovane attrice quindicenne, Vinnie Burns, agli inizi della sua carriera. |
| 1912 | cinema          | Oliver Twist, film muto (GB, 1912), diretto da Thomas Bentley                                                                              | Ivy Millais ("Oliver") John McMahon ("Fagin") Willie West ("Dodger") Alma Taylor ("Nancy") Harry Royston ("Sykes"). | Per il ruolo di Oliver si punta questa volta su un nome famoso, l'attrice inglese Ivy Millais, già celebrata per le sue interpretazioni teatrali. |
| 1912 | teatro          | Oliver Twist, Broadway revival (USA, 1912)                                                                                                 | Marie Doro ("Oliver"), Constance Collier ("Nancy"), Nat C. Goodwin ("Fagan") | |
| 1916 | cinema          | Oliver Twist, film muto (USA, 1916), diretto da James Young                                                                                | Marie Doro (Oliver), Tully Marshall (Fagin), Raymond Hatton (Dodger), Elsie Jane Wilson (Nancy), Hobart Bosworth (Bill Sykes).                                                                                         | Altro nome famoso, l'attrice Marie Doro riprende una parte, quella di Oliver, che già l'aveva resa celebre sul palcoscenico di Broadway nel 1912. |
| 1919 | cinema          | Oliver Twist (Twist Olivér), film muto (Ungheria, 1919), diretto da Márton Garas                                                           | Tibor Lubinszky ("Oliver"), László Z. Molnár ("Fagin"), Sári Almási ("Nancy"), Gyula Szöreghy ("Bill Sykes"). | In questo film ungherese, Tibor Lubinszky è a 10 anni il primo attore bambino nella storia del cinema a interpretare la parte di Oliver fino ad allora riservata a giovani attrici. |
| 1921 | cinema          | Oliver Twist Jr., film muto (USA, 1921), diretto da Millard Webb                                                                           | Harold Goodwin (Oliver), Clarence Wilson ("Fagin"), Scott McKee ("Dodger"), Irene Hunt ("Nancy"), G. Raymond Nye ("Bill Sykes").                                                                                       | È ormai impensabile assegnare la parte di Oliver a un'attrice, ma il cinema americano non si fida ancora di attori bambini per un ruolo giudicato troppo impegnativo. La parte di Oliver è affidata a un attore diciannovenne, Harold Goodwin, con già alle spalle una lunga esperienza cinematografica.                                                              |
| 1922 | cinema          | Fagin, cortometraggio muto (UK, 1922), diretto da Harry B. Parkinson                                                                       | | |
| 1922 | cinema          | Nancy, cortometraggio muto (UK, 1922), diretto da Harry B. Parkinson                                                                       | | |
| 1922 | cinema          | Oliviero Twist (Oliver Twist), film muto (USA, 1922), diretto da Frank Lloyd                                                               | Jackie Coogan ("Oliver"), Lon Chaney ("Fagin"), Edouard Trebaol ("Dodger"), Gladys Brockwell ("Nancy"), George Siegmann ("Bill Sykes").                                                                                | Dopo lo strepitoso successo ne Il monello di Charlie Chaplin, Hollywood ha finalmente trovato l'attore bambino cui affidare la parte di Oliver. Il piccolo Jackie Coogan raccoglie un altro trionfo in coppia con Lon Chaney ("Fagin"). |
| 1922 | cinema          | Oliver Twist, film muto (Germania, 1922), diretto da Lupu Pick.                                                                            | | |
| 1933 | cinema          | Oliver Twist, film (USA, 1933), diretto da William J. Cowen                                                                                | Dickie Moore (Oliver), Irving Pichel (Fagin), Sonny Ray (Dodger), Doris Lloyd (Nancy), William 'Stage' Boyd (Bill Sykes).                                                                                              | Oliver Twist è ormai diventato una parte ambita nella carriera di ogni celebre attore bambino, in questo caso il piccolo Dickie Moore, volto celebre della Piccole canaglie. |
| 1936 | teatro          | Oliver Twist, riduzione teatrale (USA, 1936) di John David Ravold.                                                                         | | |
| 1948 | cinema          | Le avventure di Oliver Twist (Oliver Twist), film (GB, 1948), diretto da David Lean                                                        | John Howard Davies (Oliver), Alec Guinness (Fagin), Anthony Newley (Dodger), Kay Walsh (Nancy), Robert Newton (Bill Sykes).                                                                                            | L'influenza del neorealismo si fa sentire nella cruda e sofferta interpretazione che John Howard Davies dà del personaggio di Oliver, sostenuto da un cast d'eccezione. |
| 1955 | televisione     | Oliver Twist, sceneggiato TV (Brasile, 1955)                                                                                               | Adriano Stuart ("Oliver"), Jaime Barcellos ("Fagin"). | Il primo sceneggiato televisivo di Oliver Twist è trasmesso alla televisione brasiliana il 5 gennaio 1955 e ha come protagonista il piccolo Adriano Stuart (Oliver), volto noto della televisione brasiliana del tempo. |
| 1959 | televisione     | Oliver Twist, sceneggiato TV (USA, 1959), diretto da Daniel Petrie                                                                         | Richard Thomas (Oliver), Eric Portman (Fagin), Nancy Wickwire (Nancy), Tom Clancy (Bill Sykes). | Oliver Twist appare per la prima volta alla televisione americana il 4 dicembre 1959 attraverso un episodio trasmesso nella serie The DuPont Show of the Month, con protagonista un giovanissimo ma già noto Richard Thomas. |
| 1960 | televisione     | Oliver Twist, sceneggiato TV (Brasile, 1960), diretto da Ezio Tozzi                                                                        | Osmar Prado (Oliver). | Secondo sceneggiato trasmesso alla televisione brasiliana il 7 gennaio 1960, con il piccolo Osmar Prado alla sua prima interpretazione di successo. |
| 1960 | teatro musicale | Oliver!, musical (GB, 1960), musica e libretto di Lionel Bart                                                                              | Keith Hamshere (Oliver), Ron Moody (Fagin), Martin Horsey (Dodger), Georgia Brown (Nancy), Danny Sewell (Bill Sykes)                                                                                                   | La produzione originale londinese apre il 30 giugno 1960 al New Theatre (oggi Noël Coward Theatre). |
| 1962 | televisione     | Oliver Twist, mini-serie TV (GB, 1962), diretta da Eric Tayler                                                                             | Bruce Prochnik (Oliver), Max Adrian (Fagin), Melvyn Hayes (Dodger), Carmel McSharry (Nancy), Peter Vaughan (Bill Sykes).                                                                                               | La prima serie prodotta dalla BBC è trasmessa in 13 episodi settimanali, dal 7 gennaio al 1º aprile 1962 e ha come protagonista Bruce Prochnik, volto noto alla televisione inglese degli anni 1960. |
| 1962 | televisione     | Oliver Twist, sceneggiato TV (Francia, 1962), diretto da Jean-Paul Carrère                                                                 | Gérard Riou (Oliver), Marcel Dalio (Fagin), Anne Doat (Nancy), André Oumansky (Bill Sykes). | Trasmesso il 6 maggio 1962 alla televisione francese nella serie Le théâtre de la jeunesse. |
| 1963 | teatro musicale | Oliver!, musical (USA, 1963), musica e libretto di Lionel Bart                                                                             | Bruce Prochnik (Oliver), Clive Revill (Fagin), Davy Jone (Dodger), Georgia Brown (Nancy), Danny Sewell (Bill Sykes) | Riprendendo lo spettacolo londinese del 1960, la produzione originale americana esordisce il 6 gennaio 1963 all'Imperial Theatre di Broadway. |
| 1966 | televisione     | The Case of the Twice Told Twist, film TV (USA, 1966)                                                                                      | | Episodio della serie Perry Mason. |
| 1968 | cinema          | Oliver!, film (GB, 1968), diretto da Carol Reed                                                                                            | Mark Lester (Oliver), Ron Moody (Fagin), Jack Wild (Dodger), Shani Wallis (Nancy), Oliver Reed (Bill Sykes). | La versione musicale del racconto di Dickens, già acclamata sui palcoscenici di Londra (1960) e New York (1963), ottiene uno strepitoso successo internazionale. Mark Lester (Oliver), Jack Wild (The Artful Dodger) e soprattutto uno strepitoso Ron Moody (Fagin) trascinano il film alla conquista dell'Oscar.                                                     |
| 1974 | cinema          | Oliver Twist, film d'animazione (USA, 1974)                                                                                                | | |
| 1977 | teatro          | Oliver Twist, riduzione teatrale (GB, 1977) di Brian Way                                                                                   | | Spettacolo teatrale per bambini scritto dal fondatore del Theatre Centre di Londra, compagnia specializzata nella produzione di opere per bambini. |
| 1980 | televisione     | The Further Adventures of Oliver Twist, miniserie TV del 1980, in 13 episodi, diretta da Ian Fordyce e Paul Harrison                       | Daniel Murray ("Oliver"), John Fowler ("Artful Dodger") | |
| 1982 | cinema          | Oliver Twist, film d'animazione (Australia, 1982), diretto da Richard Slapczynski                                                          | | |
| 1982 | televisione     | Oliver Twist, film TV del 1982 diretto da Clive Donner                                                                                     | Richard Charles ("Oliver"), George C. Scott ("Fagin"), Martin Tempest ("Dodger"), Cherie Lunghi ("Nancy"), Tim Curry ("Sykes"), Michael Hordern ("Mr. Brownlow"), Timothy West ("Mr. Bumble"), Oliver Cotton ("Monks") | |
| 1983 | teatro musicale | Oliver!, musical (GB, 1983), musica e libretto di Lionel Bart                                                                              | Anthony Pearson (Oliver), Ron Moody (Fagin), David Garlick (Dodger), Jackie Marks (Nancy), Linal Haft (Bill Sykes) | Revival londinese del musical del 1960. |
| 1984 | teatro musicale | Oliver!, musical (USA, 1984), musica e libretto di Lionel Bart                                                                             | Braden Danner (Oliver), Ron Moody (Fagin), David Garlick (Dodger), Patti LuPone (Nancy), Graeme Campbell (Bill Sykes)                                                                                                  | Revival americano del musical del 1960. |
| 1985 | televisione     | Oliver Twist, miniserie TV (GB, 1985), diretta da Gareth Davies                                                                            | Ben Rodska (Oliver), Eric Porter (Fagin), David Garlick (Dodger), Amanda Harris (Nancy), Michael Attwell (Bill Sykes)                                                                                                  | Seconda serie prodotta dalla BBC. |
| 1988 | cinema          | Oliver & Company, film d'animazione (USA, 1988) prodotto dalla Disney                                                                      | | Si differenzia alquanto dal racconto dickensiano in quanto Oliver è un gatto, gli altri personaggi sono cani, meno che per Fagin e Sikes che rimangono umani. Inoltre il personaggio di "Nancy" viene sostituito da una cagnetta vanitosa di nome Georgette. |
| 1991 | cinema          | The Adventures of Oliver Twist, film d'animazione (USA, 1991)                                                                              | | |
| 1994 | teatro musicale | Oliver!, musical (GB, 1994), musica e libretto di Lionel Bart                                                                              | James Daley (Oliver), Jonathan Pryce (Fagin), Adam Searles (Dodger), Sally Dexter (Nancy), Miles Anderson (Bill Sykes)                                                                                                 | Revival londinese del musical del 1960. |
| 1997 | televisione     | Oliver Twist, film TV (USA, 1997), diretto da Tony Bill                                                                                    | Max Reynolds & Alex Trench ("Oliver"), Richard Dreyfuss ("Fagin"), Elijah Wood ("Dodger") | In questo film nato per la televisione, due attori bambini si succedono nell'interpretazione di "Oliver" a sottolinearne la crescita nel corso della vicenda. |
| 1997 | televisione     | Scodinzola la vita e abbaia l'avventura con Oliver (Les nouvelles aventures d'Oliver Twist) - serie TV d'animazione (Francia-USA, 1997-98) | | La trama è solo liberamente ispirata al racconto di Dickens, i personaggi sono animali antropomorfi. |
| 1999 | televisione     | Oliver Twist, mini-serie TV (GB 1999), in 4 episodi, diretta da Renny Rye                                                                  | Sam Smith (Oliver), Robert Lindsay (Fagin), Emily Woof (Nancy), Andy Serkis (Bill Sykes) | |
| 2001 | televisione     | Escape of the Artful Dodger, serie TV (Australia, 2001), in 13 episodi                                                                     | Rowan Witt ("Oliver"), Luke O'Loughlin ("Dodger") | La serie dà un seguito alle storie di Oliver e del Dodger. |

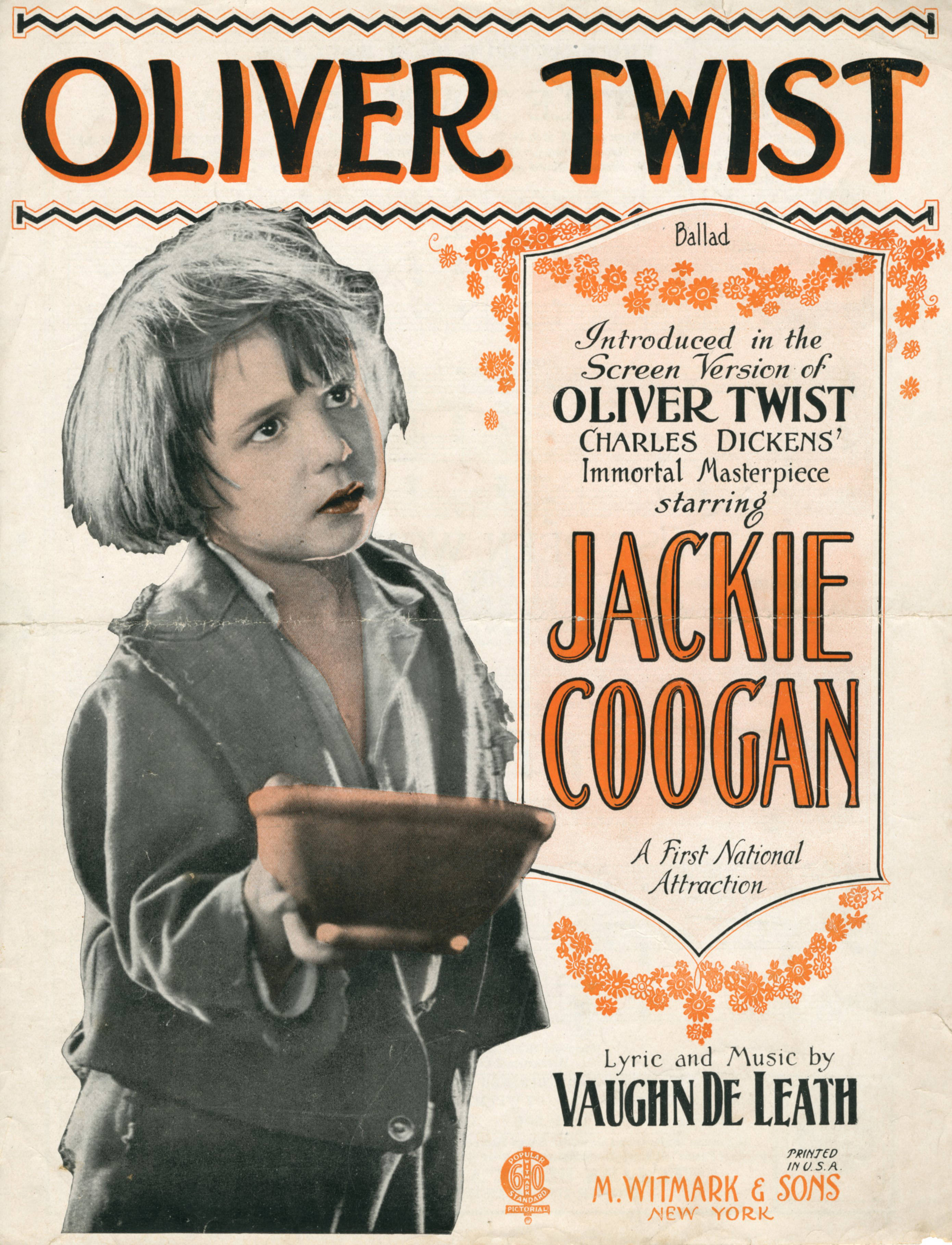
Jackie Coogan, uno dei primi attori bambini a interpretare il ruolo di Oliver Twist

| 2002 | televisione     | Olivia Twist, mini-serie TV (Svezia, 2002), diretta da Jonas Cornell                                                                       | Mylaine Hedreul (Olivia), Michael Nyqvist (Fagin), Lisa Werlinder (Nancy), Antti Reini (Bill Sikes). | Versione al femminile della storia, ambientata nella Svezia dei nostri giorni. Trasmessa alla televisione svedese in 7 puntate, dal 2 marzo al 13 aprile 2002. |

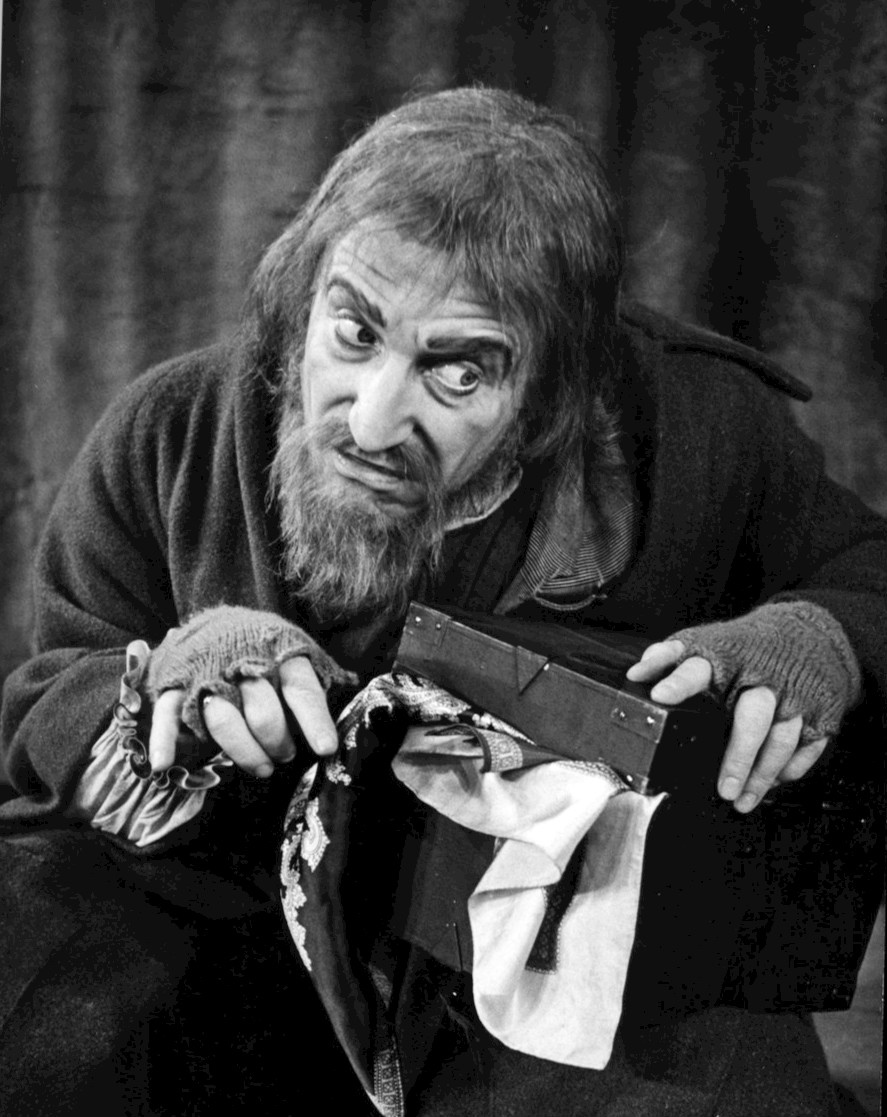
Clive Revill è Fagin nel cast originale americano del musical Oliver! nel 1963

| 2003 | cinema          | Twist, film (Canada, 2003), diretto da Jacob Tierney                                                                                       | Joshua Close ("Oliver"), Nick Stahl ("Dodger"), Gary Farmer ("Fagin"), Michèle-Barbara Pelletier ("Nancy") | Versione "gay" della storia, trasposta in epoca contemporanea. Oliver è un giovane avviato alla droga e alla prostituzione. |
| 2004 | cinema          | Boy Called Twist, film (Sud Africa, 2004), diretto da Tim Greene                                                                           | Jarrid Geduld (Oliver), Lesley Fong (Fagin), Tertius Swanepoel (Dodger), Kim Engelbrecht (Nancy), Bart Fouche (Bill Sikes).                                                                                            | La trasposizione della vicenda dall'Inghilterra dell'Ottocento al moderno Sud Africa non cambia le linee generali e il significato dell'esperienza di strada di Oliver, interpretato per la prima volta da un attore bambino africano. |
| 2005 | cinema          | Oliver Twist, film (GB, 2005), diretto da Roman Polański                                                                                   | Barney Clark ("Oliver") Ben Kingsley ("Fagin") Harry Eden ("Dodger") Leanne Rowe ("Nancy") Jamie Foreman ("Sikes"). | Il regista resta fedele all'ambientazione e alla trama originale della storia arricchendola con la propria personale esperienza di ragazzo di strada vissuta nella propria infanzia. |
| 2005 | televisione     | Celebrate Oliver!, programma TV (GB, 2005), diretto da Richard Valentine                                                                   | Joseph McManners ("Oliver") Shane Richie & Ron Moody ("Fagin") Perry Millward ("Dodger") Ruthie Henshall & Suranne Jones ("Nancy").                                                                                    | Selezioni dal musical Oliver! (1960), musica e libretto di Lionel Bart. |
| 2007 | cinema          | Oliver Twink, video (USA, 2007), diretto da Peter Z. Pan                                                                                   | Dillon Samuels ("Oliver"), Jarrett Fox ("Fagin"), Kyros Christian ("Dodger"), Misty Eyez ("Nancy"), Harry Beastt ("Sykes")                                                                                             | Versione parodistica "a luci rosse" della storia di Dickens, trasposta in epoca contemporanea. "Fagin" è a capo di un gruppo di giovani prostituti. |
| 2007 | televisione     | Oliver Twist, miniserie TV (GB-USA, 2007), diretta da Coky Giedroyc                                                                        | William Miller ("Oliver") Timothy Spall ("Fagin") Adam Arnold ("Dodger") Sophie Okonedo ("Nancy") Tom Hardy ("Sikes").                                                                                                 | La terza serie prodotta dalla BBC assieme all'americana PBS è trasmessa alla televisione inglese in 5 episodi, dal 18 al 22 dicembre 2007. |
| 2009 | teatro musicale | Oliver!, musical (GB, 2009), musica e libretto di Lionel Bart                                                                              | Harry Stott ("Oliver") Rowan Atkinson ("Fagin") Ross McCormack ("Dodger") Jodie Prenger ("Nancy") Burn Gorman ("Sykes")                                                                                                | Revival londinese del musical del 1960. |
| 2015 | televisione     | Dickensian, serie televisiva (GB, 2015-16)                                                                                                 | Leonardo Dickens ("Oliver"), Anton Lesser ("Fagin"), Wilson Radjou-Pujalte ("Dodger"), Bethany Muir ("Nancy"), Mark Stanley ("Sykes"), Richard Ridings ("Mr. Bumble"), Caroline Quentin ("Mrs. Bumble")                | I personaggi dei diversi romanzi di Dickens interagiscono fra loro in questa serie televisiva. |

## Altri media

### Fumetti
- Oliver Twist - fumetto francese del 2014 edito da Tunué realizzato da: Loïc Dauvillier (sceneggiatura), Olivier Deloye (disegni), Jean-Jacques Rouger (colore), e Isabel Merlet (colore).